# Баевка-2
Баевка-2 (бел. Баеўка 2) — деревня в Кричевском районе Могилёвской области Белоруссии. Входит в состав Ботвиновского сельсовета.

## География
Деревня находится в северо-восточной части Могилёвской области, в пределах Оршанско-Могилёвской равнины, на левом берегу реки Мертвицы, на расстоянии примерно 16 километров (по прямой) к северо-западу от Кричева, административного центра района. Абсолютная высота — 174 метра над уровнем моря.
Климат деревни характеризуется как влажный континентальный (Dfb в классификации климатов Кёппена).

## Население
По данным переписи 2009 года, в деревне проживало 34 человека.